# ケルンテンの夏音楽祭
ケルンテンの夏（ケルンテンのなつ, Carinthischer Sommer）は、オーストリアケルンテン州で開かれる音楽祭・文化祭。毎年7月・8月にオシアッハ、フィラッハ（1972年より）、また近年はケルンテン州の他の街にても開催される。
1969年に、オシアッハ湖畔のオシアッハ修道院跡の修道院付教会（シュティフト）の再建記念コンサートが開かれたことがきっかけで、その後定期的に行われるようになった。このコンサートに呼ばれたのは、ピアニストのヴィルヘルム・バックハウスで、6月26日と6月28日に演奏会を開いたが、28日のコンサートで心臓発作を起こし、コンサートは何とか完遂させたものの7日後に逝去したため、ケルンテンの夏音楽祭の第1回のコンサートは、彼の最後のコンサートになった。
過去の主な参加者には、クラウディオ・アバド、レナード・バーンスタイン、ジャン・フランセ、ジェームズ・ゴールウェイ、ギドン・クレーメル、エルンスト・クルシェネク、クリスタ・ルートヴィヒ、ロリン・マゼール、ズービン・メータ、リッカルド・ムーティ、ロジャー・ノリントン、ホルスト・シュタインなどがあげられる。日本人では1989年に本名徹次（指揮）が、2003年に高橋礼恵（ピアノ）などが参加している。